# Vancouver SkyTrain
SkyTrain är ett automatbanesystem som utgör stommen för kollektivtrafiken i Vancouver, British Columbia, Kanada. 

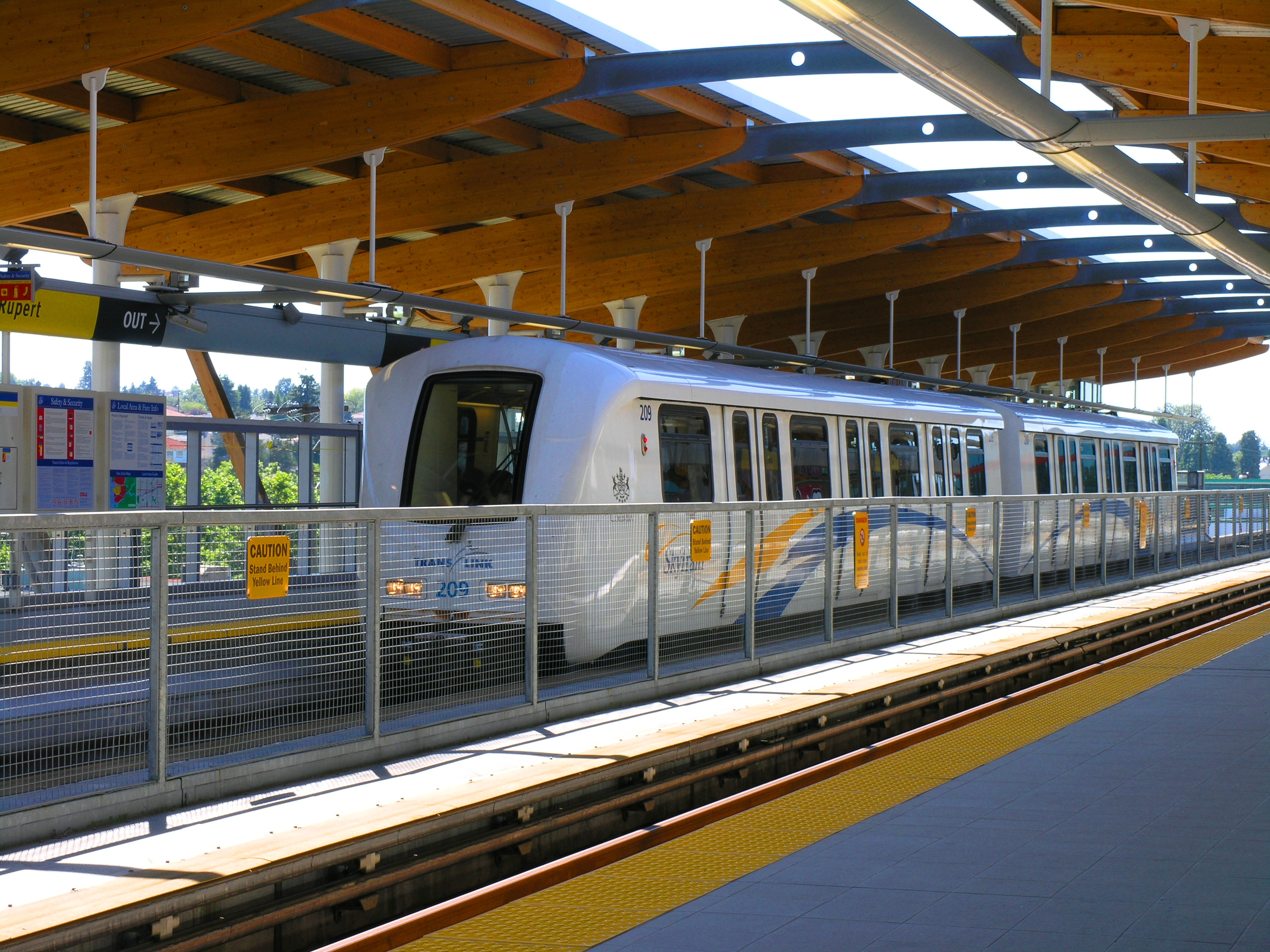
Tåg på Millennium Line, öppnad 2002

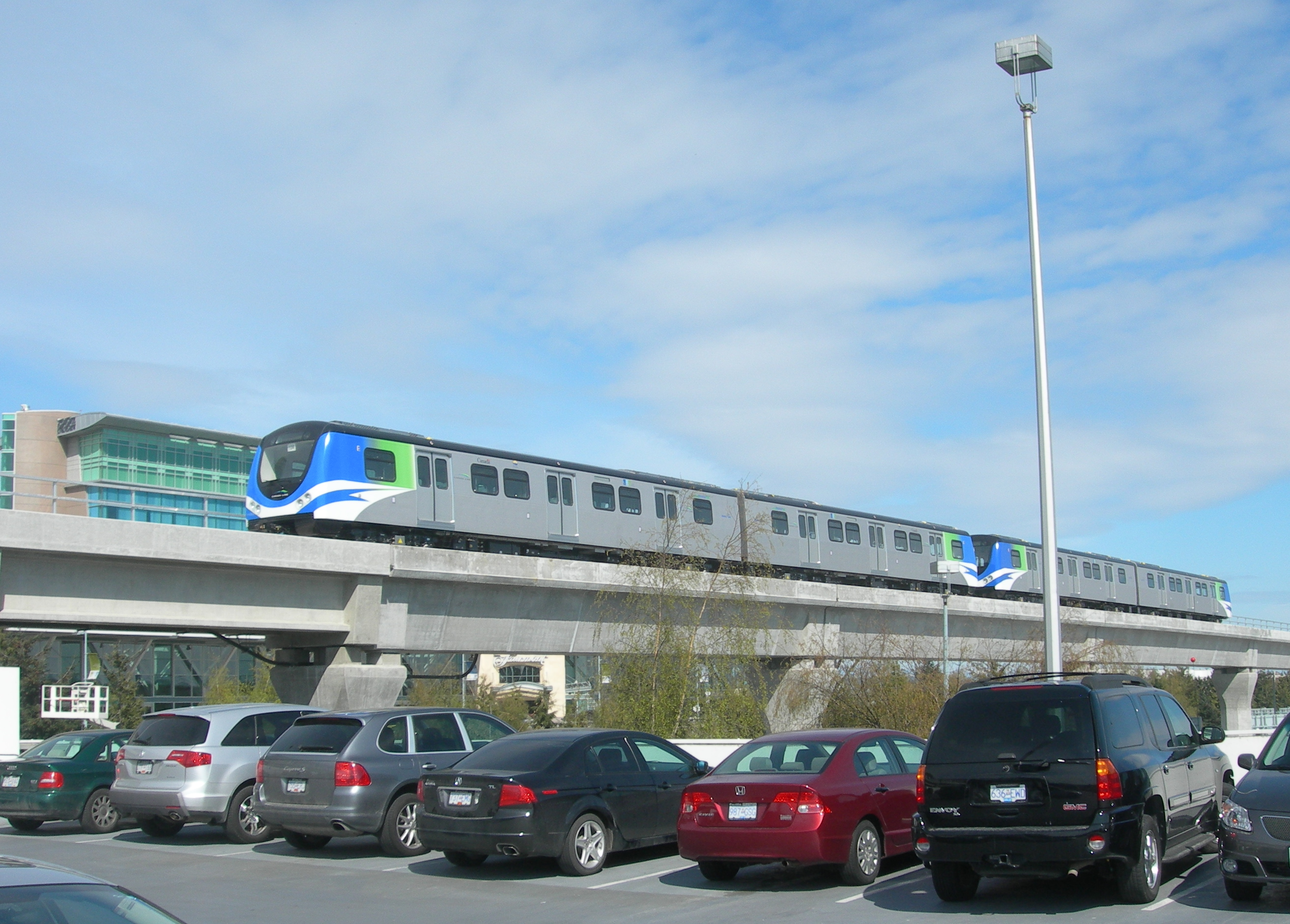
Tåg på Canada Line, öppnad 2009

De tre linjerna opererar med automatiserade förarlösa tåg, huvudsakligen på högbana. Den första linjen öppnade i samband med världsutställningen 1986 (Expo 86) som hölls det året i Vancouver liksom stadens egna 100-årsjubileum.

## Beskrivning
Systemet drivs av British Columbia Rapid Transit Company på kontrakt med TransLink. Systemet är 
79,6 kilometer långt, vilket gör systemet det längsta automatiserade systemet i världen. Banan har tre linjer: Expo Line, som öppnades 1986, Millennium Line, som öppnades 2002 och Canada Line, som öppnades 2009. Systemet har 54 stationer och i genomsnitt 210 000 passagerare per dag (före öppnandet av Canada Line). 
Den tredje linjen, Canada Line, byggdes inför Olympiska vinterspelen 2010 med en station vid OS-byn (Olympic Village) samt vid den internationella flygplatsen. SkyBridge, på Expo Line mellan stationerna Columbia och Scott Road, var med sina 616 meter, världens längsta snedkabelbro för enbart kollektivtrafik när den byggdes.
I november 2016 öppnade en 10,9 kilometer lång linje med sex nya stationer från Lougheed Town Centre
på Milennium Line till Lafarge Lake–Douglas i Coquitlam.

## Linjenät
| Network map |                 |        |           |            |               |                                |       |
| Linje       | Linje           | Öppnad | Stationer | Längd (km) | Slutstationer | Slutstationer                  | Not   |
|             | Expo Line       | 1985   | 20        | 28,9       | Waterfront    | King George                    | [ 4 ] |
|             | Millennium Line | 2002   | 17        | 31,5       | VCC–Clark     | Lafarge Lake–Douglas Station   | [ 4 ] |
|             | Canada Line     | 2009   | 16        | 19,2       | Waterfront    | Richmond–Brighouse YVR–Airport | [ 4 ] |